# Pulau Batu (Jujuhan Ilir)
Pulau Batu is een bestuurslaag in het regentschap Bungo van de provincie Jambi, Indonesië. Pulau Batu telt 2011 inwoners (volkstelling 2010).